# Emmy Draaisma-Haije
Emma Beatrice (Emmy) Draaisma-Haije, ook Emmy Haye, (Haarlem, 11 februari 1924 – ?, 26 augustus 2000) was een Nederlands beeldhouwer.

## Leven en werk
Emmy Haije werd geboren als dochter van een Haarlemse tandarts. Ze werd opgeleid aan de Rijksakademie van beeldende kunsten in Amsterdam en was een leerling van onder anderen Jan Bronner en Piet Esser. Begin 1949 exposeerde Haije met een aantal medestudenten, onder wie Eva Mendlik, Theresia van der Pant en Johan Sterenberg, in de gemeentegrot in Valkenburg. In oktober 1949 won zij de Prix de Rome voor beeldhouwkunst, met haar beeldje van Johannes de Doper.
Haije trouwde in 1949 met kunstenaar Klaas Draaisma (1920-1997), zij vestigden zich een jaar later in Bloemendaal. Het paar werkte begin jaren 60 samen aan een opdracht voor een nieuw kantoor van Provinciale Waterstaat in Haarlem: Haije maakte een bronzen beeld, haar man een fries met glasmozaïek. Ze toonde het beeld, een mannenfiguur, op uitnodiging van haar leermeester Bronner tijdens de expositie Een beeld van Bronner (1971-1972) in de Haarlemse Hallen.
De kunstenares overleed in 2000, op 76-jarige leeftijd.

## Enkele werken
- 1953 Flora, gipsen beeld van de godin Flora voor de Flora-tentoonstelling, Heemstede[5]
- 1960 Staande mannenfiguur, hal kantoor Provinciale Waterstaat aan de Zijlweg, Haarlem
- Zittende vrouw, Van Moerkerkenstraat, Haarlem

- Biografisch Portaal: 40751709
- RKD-Nederlands Instituut voor Kunstgeschiedenis: 111405